# كربال مفترش
كربال مفترش (الاسم العلمي:Ifloga decumbens) هو نوع من النباتات يتبع جنس الكربال من الفصيلة النجمية.